# Kapre
Kapre (serb. Капра, Kapra) – wieś w Kosowie, w regionie Prizren, w gminie Dragaš. W 2011 roku liczyła 452 mieszkańców. 